# Rogen Ladon
Rogen Ladon est un boxeur philippin né le 10 novembre 1993.

## Carrière
Sa carrière amateur est principalement marquée par une médaille de bronze remportée aux championnats du monde de 2015 dans catégorie des poids mi-mouches.

## Palmarès

### Championnats du monde
- Médaille de bronze en -49 kg en 2015 à Doha, Qatar.

### Championnats d'Asie
- Médaille de bronze en -49 kg en 2017 à Tachkent, Ouzbékistan.
- Médaille d'argent en -49 kg en 2015 à Bangkok, Thaïlande.

### Jeux asiatiques
- Médaille d'argent en -52 kg en 2018 à Jakarta, Indonésie.